# Edmond Coignet
Edmond Coignet (Ville-d'Avray, 4 luglio 1856 – Parigi, 1915) è stato un ingegnere e imprenditore francese determinante nella teoria del cemento armato.

## Biografia
Era figlio dell'industriale François Coignet (1814-1888) e studiò all'École Centrale Paris. Fu l'inventore del cemento agglomerato per rinforzare il cemento con inserti in ferro. Riorientò in modo permanente l'azienda di famiglia verso l'edilizia. Nel 1892 applicò i suoi metodi di costruzione innovativi sull'acquedotto di Achères a Parigi. Coignet fu il primo ad utilizzare pali in cemento armato e costruì con l'architetto Jacques Hermant alcuni dei primi edifici parigini con questo materiale.